# Кастельново
Кастельново, Кастельноу (ісп. Castellnovo (офіційна назва), валенс. Castellnou) — муніципалітет в Іспанії, у складі автономної спільноти Валенсія, у провінції Кастельйон. Населення — 1071 особа (2010).

## Географія
Муніципалітет розташований на відстані близько 280 км на схід від Мадрида, 38 км на південний захід від міста Кастельйон-де-ла-Плана.

## Демографія
Динаміка населення (INE ):

## Галерея зображень

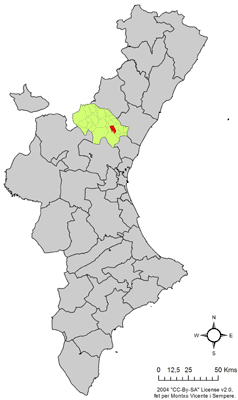
Розташування муніципалітету Кастельново у автономній спільноті Валенсія
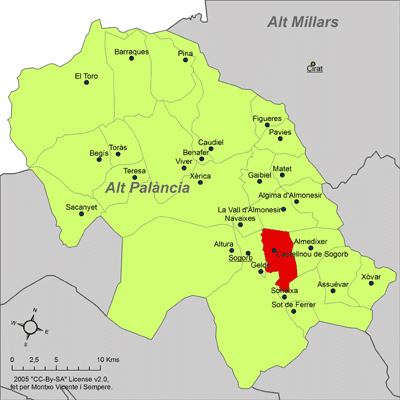
Розташування муніципалітету Кастельново у комарці Альто-Палансія
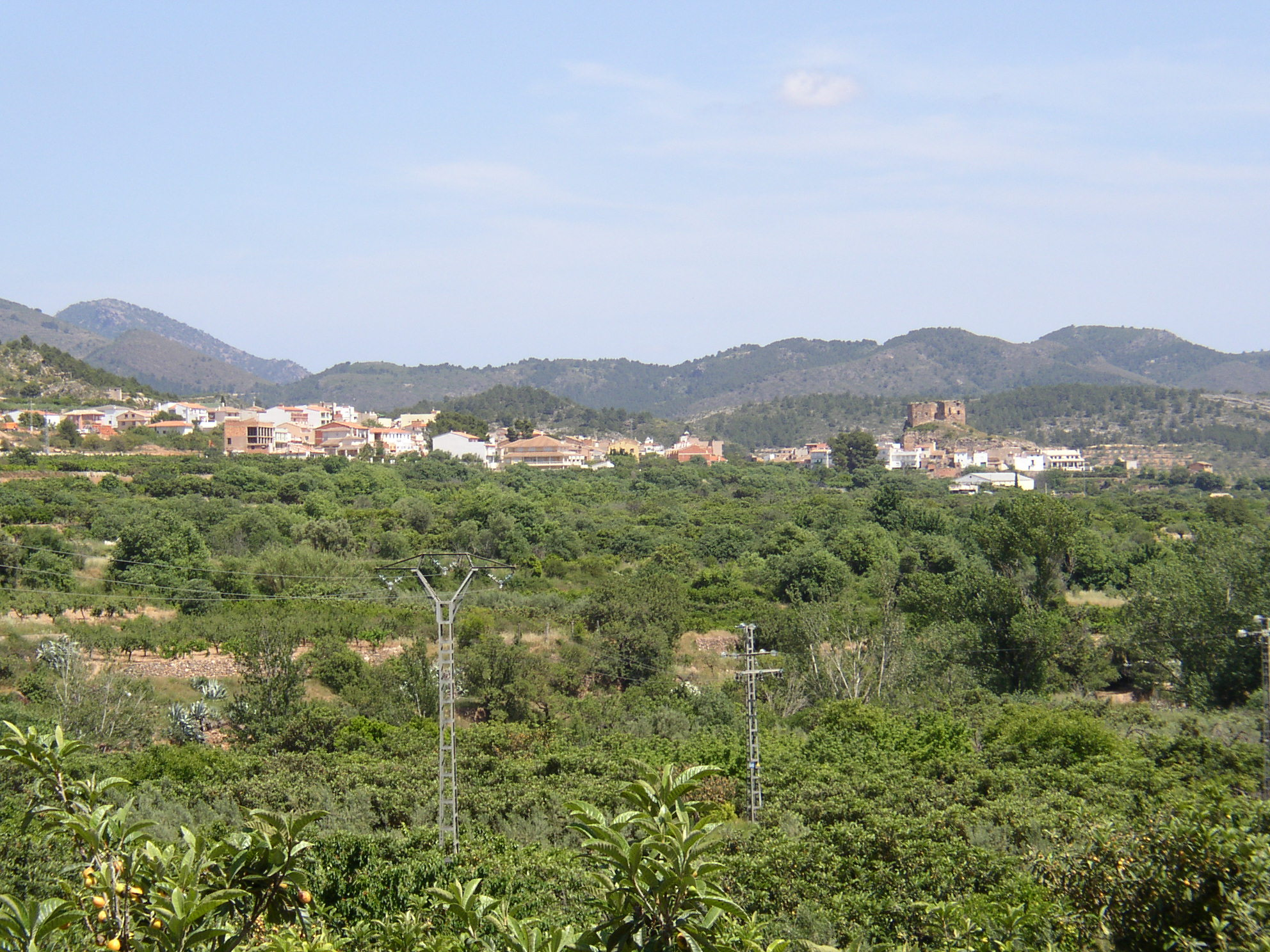
Панорама
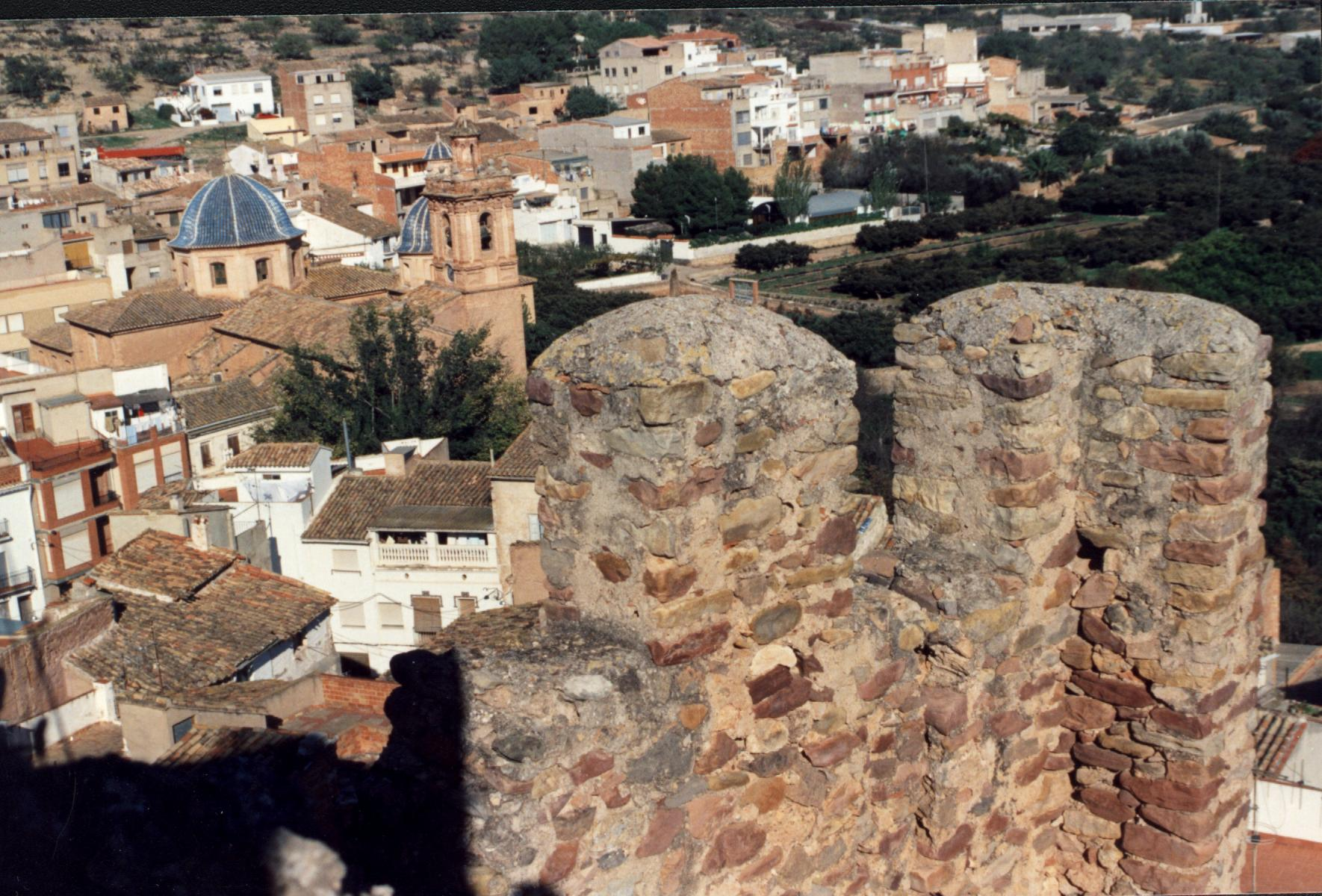
Замок